# Éclipse totale (roman)
Pour les articles homonymes, voir éclipse totale.
Éclipse totale (titre original : Total Eclipse) est un roman de science-fiction de l’écrivain britannique John Brunner, paru en 1974.

## Synopsis
Sur Sigma Draconis, à 19 années-lumière de la Terre, une expédition scientifique découvre les traces d’une civilisation intelligente et développée, qui semble avoir disparu par une évolution incompréhensible. Pourquoi s’est-elle éteinte? Un militaire, envoyé spécial de la Terre, considère l’expédition comme une perte de temps et menace d’y mettre fin. Or, la civilisation humaine est menacée de la même fin que celle de Sigma Draconis…